# اکبر گنجی
اکبر گنجی (زادهٔ ۱۱ بهمن ۱۳۳۸) نویسنده، روزنامه‌نگار و فعال سیاسی ایرانی است. او از فرماندهان پیشین سپاه پاسداران انقلاب اسلامی است که پس از جدایی از سپاه در سال ۱۳۶۳ در وزارت فرهنگ و ارشاد اسلامی مشغول به کار شد. در ۱۳۶۹ او با گروهی از فعالان و روزنامه‌نگاران به سرپرستی محمد خاتمی، گروهی موسوم به حلقهٔ کیان را تشکیل داد که ماهنامهٔ کیهان فرهنگی را منتشر می‌کردند. گنجی همچنین در دوران شهرداری غلامحسین کرباسچی به همراه عده‌ای دیگر جنبش مطبوعات اصلاح‌طلب را تشکیل داد و در روزنامهٔ همشهری مشغول به کار بود. او در اواخر دههٔ ۱۳۷۰ پس از اقداماتی مانند افشاگری دربارهٔ قتل‌های زنجیره‌ای و شرکت در کنفرانس برلین زندانی شد. او برندهٔ جوایز حقوق بشری زیادی از جمله جایزه قلم طلایی انجمن جهانی روزنامه‌نگاران، جایزه مارتین انالز و جایزه نیم میلیون دلاری میلتن فریدمن مؤسسه کیتو شده‌است.
گنجی پس از آزادی از زندان به اروپا و سپس آمریکا رفت و از آن زمان با فعالیت در رسانه‌ها و روزنامه‌های غربی مقالات مختلفی را منتشر کرده‌است. او پس از اعتراضات سراسری به انتخابات ۱۳۸۸ در ایران، از جمله حامیان جنبش سبز ایران بود که به همراه گروهی دیگر از شخصیت‌های سیاسی و فرهنگی مقیم خارج کشور در نامه‌ای به کمیساریای عالی حقوق بشر سازمان ملل متحد خواستار ارائه پرونده حقوق بشری ایران به شورای امنیت سازمان ملل متحد و ارسال آن به دادگاه بین‌المللی لاهه شد.

## زندگی
اکبر گنجی در ۱۱ بهمنِ ۱۳۳۸ در کوی سیزده آبان شهر ری، تهران به دنیا آمد. پدرش در پمپ بنزین مشغول به کار بود. او یک خواهر و دو برادر دارد. همسر گنجی معصومه شفیعی است و از او صاحب دو دختر شده‌است.

### آغاز انقلاب ۱۳۵۷ و ورود به سپاه پاسداران
اکبر گنجی در زمان انقلاب از مخالفان پادشاهی پهلوی بود. او درباره این دوران بعدها می‌گوید: «ما دروغ می‌گفتیم، ما به دروغ می‌گفتیم حکومت شاه ۱۵۰ هزار زندانی سیاسی دارد و این دروغ بود، و امروز باید بابت این دروغ، یعنی خودمان و همه کسانی که این دروغ را گفته‌اند باید خودشان را نقد بکنند. ما به دروغ می‌گفتیم حکومت شاه صمد بهرنگی را کشت، ما به دروغ گفتیم حکومت شاه صادق هدایت را کشت،‌ ما به دروغ می‌گفتیم حکومت شاه دکتر شریعتی را کشت. همهٔ این دروغ‌ها را گفته‌ایم، آگاهانه هم گفته‌ایم.»
در دوران انقلاب ۱۳۵۷ ایران، وی از فعالان خیابانی بود. علاوه بر صفار هرندی، خود او در روزهای نخست پس از خروج از ایران، بارها در مصاحبه‌های تصویری به فعالیت‌هایش در کمیته اعتراف کرد. او بیان می‌کرد که در آن روزها به دنبال دخترانی می‌گشت که چند تار مو از زیر روسری‌شان بیرون زده بود و روی آن‌ها اسید می‌پاشید. همچنین، به او لقب "اکبر پونز" داده بودند، زیرا به پیشانی دختران جوانی که پوشش متفاوتی داشتند، پونز می‌چسباند.
اکبر گنجی بعدها و در هنگام تشکیل سپاه پاسداران به آن پیوست و به گفته خودش از نیروهای بخش آموزشی سپاه (عقیدتی-سیاسی) بود. اکبر گنجی از مخالفین ادامه جنگ ایران و عراق بعد از فتح خرمشهر بود. وی در سال ۱۳۶۲ در یک سخنرانی علنی در پادگان ولی عصر و در حضور محسن رضایی، فرمانده وقت سپاه، به سیاست ادامه جنگ اعتراض کرد و آن را بی‌فایده دانست. وی در همان سخنرانی که باعث بحرانی در سپاه شد، فرماندهی سپاه، از جمله محسن رضایی، محسن رفیق‌دوست، محمدباقر ذوالقدر و زیبایی‌نژاد را متهم کرد که سپاه را آلت دست سازمان مجاهدین انقلاب اسلامی کرده‌اند و با نیروی نظامی سپاه کار سیاسی می‌کنند و خواستار برکناری فرماندهی سپاه شد. این سخنرانی که با استقبال نیروهای لشکر محمدرسول‌الله سپاه و تنش میان آنان با فرماندهی سپاه شده بود، واکنش شدیدی در سپاه در حال جنگ ایجاد کرد. دادستانی سپاه این برخورد را تمرد در شرایط جنگی دانست و برای گنجی خواستار اشد مجازات یعنی حکم اعدام شد. اما با وساطت منتظری و یوسف صانعی این موضوع منتفی شد. وی در سال ۱۳۶۳ از سپاه استعفا داد و از آنجا بیرون آمد.

### ورود به عرصه فرهنگ
او بعد از کنار رفتن از سپاه چند سالی رابط فرهنگی سفارت ایران در ترکیه بود و همچنین او با اعضای نهاد اطلاعات نخست‌وزیری مانند سعید حجاریان که از بنیان‌گذاران اصلی وزارت اطلاعات بودند ارتباط داشت که گاهی باعث شده بعضی وی را از اعضای وزارت اطلاعات جمهوری اسلامی بدانند. هر چند خود او هرگونه حضور و ارتباط با وزارت اطلاعات را تکذیب می‌کند. گنجی با پایان جنگ و پس از ورود به دانشگاه، از اوایل دههٔ هفتاد به حلقهٔ کیان پیوست. حلقه‌ای که پس از جدا شدن خاتمی و شمس الواعظین و اعضای چپ مذهبی از روزنامه کیهان، به نشریه کیان روی آوردند. این نشریه ارگان روشنفکری دینی و نیز ارگان عبدالکریم سروش خوانده می‌شد.
او به وزارت ارشاد وارد شد و کار فرهنگی و روزنامه‌نگاری را آغاز کرد. او همکاری خود را با روزنامه کیان و کیهان آغاز کرد.

### بازداشت در سال ۱۳۷۶
گنجی در سال ۱۳۷۶ در پی سخنرانی در دانشگاه شیراز، مورد پیگرد قضایی قرار گرفت. او متهم شده بود که رهبر وقت جمهوری اسلامی را با هیتلر و موسولینی مقایسه کرده است و با اتهام تشویش اذهان عمومی، به ۱ سال حبس محکوم شد.

### بعد از دوم خرداد
«وزارت اطلاعات، کشیشان مسیحی[ای را] که نظام سیاسی ما را قبول نداشتند، به قتل رساند و به گردن مجاهدین انداخت. استدلال وزارت اطلاعات این بود که این کار، ما را از روحانیون مسیحی خلاص می‌کرد و در ضمن، سازمان مجاهدین را بی‌آبروتر می‌کرد»

اکبر گنجی در روزنامه آریا
با پیروزی محمد خاتمی در انتخابات ریاست جمهوری در دوم خرداد ۱۳۷۶، یاران او که اکبر گنجی نیز در میانشان بود به نام اصلاح طلبان شهره شدند و فعالیت‌های گستردهٔ سیاسی و اجتماعی را پی گرفتند. نقد نظریه ولایت فقیه، افشای قتل های زنجیره‌ای و نقد به هاشمی رفسنجانی و علی خامنه ای همگی از اقدامات جنجال برانگیز آن دوره او بود. اکبر گنجی که حیطهٔ کاری خود را به پرونده و افشای رازهای قتل‌های زنجیره‌ای ایران تخصیص داده بود، پس از مدتی با گسترش دایرهٔ کاری خود، دامنهٔ تحقیقاتش را به تمامی قتل‌های مرموز «دگر اندیشان» در سال‌های قبل بسط داد. با الهام از یک داستان بلوک شرق اروپا، کتابی به نام «عالی‌جنابان خاکستری» نوشته «ویتالی شنتالینسکی»، از اسامی رمز همچون «تاریک‌خانهٔ اشباح» برای محفل طراحان قتل‌ها، استفاده کرد. طراحان قتل‌ها را «عالیجنابان خاکستری» و اجراکنندهٔ آن را «شاه‌کلید» نامید. به باور او، دستورها از تاریکخانه به شاه‌کلید داده می‌شد و شاه‌کلید آن دستورها را برای اجرا، به سعید امامی که تنها یک مجری برای قتل‌ها بوده‌است، ابلاغ می‌کرد.
در ماه آذر سال ۱۳۷۹، گنجی پس از زندانی شدن و هنگام حضور در دادگاه، علناً علی فلاحیان، وزیر اطلاعات سابق در دوران هاشمی رفسنجانی را شاه‌کلید قتل‌های زنجیره‌ای نامید و از روحانیون دیگری نیز نام برد، از جمله محمدتقی مصباح یزدی که او را محرک و صادرکنندهٔ فتوای قتل‌ها یا به اصطلاح، «مراد عالیجنابان خاکستری» خواند. این اظهارات منجر به حملهٔ بنیادگرایان به وی و انکار نوشته‌های او توسط ایشان شد. و منجر شد کتاب‌های «تاریک‌خانهٔ اشباح» و «عالی‌جناب سرخ‌پوش و عالی‌جنابان خاکستری» پرفروش شوند.
در تاریخ ۷ دسامبر ۲۰۱۰ میلادی، اکبر گنجی در مصاحبه‌ای با بخش فارسی بی‌بی‌سی ادعا کرد که «قتل‌های زنجیره‌ای ایران پروژه‌ای حکومتی بود» و «خود علی خامنه‌ای هم پشت آن بود و شروع کردند به ترور مخالفان در داخل و خارج کشور و تعداد زیادی از مخالفان را هم در خارج کشور ترور کردند».
انتشار هفته‌نامه راه نو از رویدادهای چشمگیر این دوران زندگی اوست.

### بازداشت در سال ۱۳۷۹
وی پس از شرکت در یک کنفرانس جنجالی در آلمان که بعدها به کنفرانس برلین مشهور شد، در فرودگاه مهرآباد تهران در تاریخ سوم اردیبهشت ۱۳۷۹ دستگیر شد. دادگاه اولیه گنجی به ریاست قاضی مرتضوی وی را به دلیل چند اتهام سنگین سیاسی به ده سال حبس و پنج سال تبعید محکوم کرد اما دو سال بعد در دادگاه تجدیدنظر حکم گنجی تنها به شش ماه حبس کاهش یافت. قاضی این دادگاه علی بخشی بود که چندی بعد بازخرید گردید. با اعتراض دادستانی تهران، حکم گنجی دوباره نقض شد و این بار به شش سال حبس بدل گردید.

#### اعتصاب غذا
اکبر گنجی در زندان نه تنها از مواضع خود عدول نکرد که در برخی از آن‌ها رادیکال‌تر شد. وی ابتدا جزوهٔ مانیفست جمهوری‌خواهی را نوشت که در آن به جدایی کامل دین از سیاست پرداخت. از این مانیفست در سال ۱۳۸۴، جلد دومی هم به قلم گنجی در زندان اوین منتشر شد که در آن شخص سید علی خامنه‌ای را به شدت مورد انتقاد قرار داد. وی در این مانیفست از تاکتیک تحریم انتخابات ریاست جمهوری دورهٔ نهم دفاع کرد.
وی سرانجام در اعتراض به نادیده گرفتن حقوق زندانیان در زندان اوین می‌خواند، ابتدا برای سیزده روز دست به اعتصاب غذای نامحدود زد که با موافقت با به مرخصی آمدنش، این اعتصاب غذا شکست. او پس از دو هفته مجدد به زندان بازگشت. گنجی پس از بازگشت به خانه در مصاحبه‌هایی با خبرگزاری‌های بین‌المللی رسماً بر سیاست تحریم انتخابات صحه گذارد و به‌شدت از جدایی کامل دین از سیاست و تأسیس یک جمهوری تمام عیار به جای جمهوری اسلامی دفاع نمود. این گفتگوها او را به زندان بازگرداند و اکبر گنجی دوباره برای مدت ۷۴ روز دست به اعتصاب غذای نامحدود زد. در این مدت بسیاری از ایرانیان سراسر جهان و سران کشورهای غربی به حمایت از او برخاستند. ايجاد «کميتهء بين المللیِ حمايت از اکبر گنجی» توسط جمعی از ایرانیان فعال در آمریکا، تا حدودی افکار عمومی آمريکا و رهبری سازمان ملل متحد را نسبت به وضع وخيم گنجی آگاه کرد. در پی وخامت اوضاع عمومی و پس از چاپ عکس‌هایی از اکبر گنجی که وی را در حالتی رنجور نشان می‌داد، دادستان تهران سعید مرتضوی دستور انتقال گنجی را به بیمارستان میلاد صادر کرد. سرانجام پس از هفتاد روز، وی را به زندان اوین بازگرداندند. جمعی از فعالان سیاسی و فرهنگی برای راضی کردن او برای شکستن اعتصاب غذا به بیمارستان میلاد محل نگهداری او رفتند. گنجی در تاریخ ۲۵ مرداد ۱۳۸۴ از اعتصاب غذای خود دست کشید. رئیس‌جمهور ایالات متحده آمریکا جرج دبلیو بوش، تونی بلر نخست‌وزیر انگلیس و کوفی عنان دبیرکل سازمان ملل متحد از جمله شخصیت‌های بین‌المللی بودند که خواهان آزادی اکبر گنجی شدند.

### آزادی و خروج از ایران
گنجی در اسفند سال ۱۳۸۴ پس از گذراندن ۶ سال حبس، از زندان آزاد شد. گنجی چند ماه پس از پایان دوران زندان به خارج از ایران مسافرت کرد. گنجی از همان ابتدا، سفر خود را موقتی نامید و گفت به کشور باز خواهد گشت. گنجی جایزه قلم طلایی انجمن جهانی روزنامه‌نگاران را در کاخ بزرگ کرملین روسیه دریافت کرد. پس از آن به ایتالیا رفت و درفش نقره‌ای شهر فلورانس را گرفت. رئیس پیشین دادگاه بین‌المللی جنایت‌های جنگی، او را با نلسون ماندلا، واسلاو هاول مقایسه کرد و نمایندگان شهر فلورانس او را از سلسله راهگشایان آزادی دانستند که فضای استبداد را می‌شکند. گنجی در این سفر با بسیاری از اندیشمندان مشهور جهان دیدار و گفتگو کرد. پس از آن به فرانسه، آمریکا و کانادا رفت و جوایز متعدد دیگری را دریافت نمود؛ و در بسیاری از دانشگاه‌های آمریکا و کانادا و همچنین در پارلمان اروپا سخنرانی کرد.
او بعد از آزادی مجدد به خاطر انتشار کتاب مجمع الجزایر زندان گونه به دادگاه احضار شد.

### حکم ارتداد
اکبر گنجی به دلیل نوشتن مجموعه مقالات قرآن محمدی که در آن مقالات دلایل بسیاری را برای این مدعا که «قرآن یک‌کلام بشریست» مطرح می‌کند، توسط مکارم شیرازی مرتد و ناپاک اعلام شد

## آثار

### نامه‌ها
پس از برگزاری انتخابات ریاست جمهوری ۲۲ خرداد (۱۳۸۸) و رویدادهای بعد از آن، اکبر گنجی طی نامه‌ای به دبیرکل سازمان ملل متحد، ضمن توضیح کوتاهی پیرامون آن حوادث، شش درخواست مشخص را مطرح کرد. در طول یک ماه، ۲۶۵ تن از بزرگ‌ترین روشنفکران جهان- چون یورگن هابرماس، مارتا نسبام، چارلز تیلور، نوام چامسکی، جوز راموز هورتا (برندهٔ جایزه صلح نوبل در سال ۱۹۹۶)، نادین گوردیمر (برندهٔ جایزهٔ نوبل ادبیات در سال ۱۹۹۱)، اورهان پاموک (برندهٔ جایزهٔ نوبل ادبیات در سال ۲۰۰۶)، ماریو وارگاس یوسا، رابرت بلا، شیلابن حبیب، کورنل وست، هیلری پتنام، بنجامین باربر، هاوارد زین، مایکل والزر، طلال اسد، خوزه کازوناوا، نانسی فریزر، مارشال برمن، جوشوا کوهن، فیلیپ پتیت، ریچارد جی برنشتاین- با تأیید محتوای این نامه، آن را امضا کردند تا در اختیار دبیرکل سازمان ملل متحد قرار گیرد.
شش درخواست گنجی عبارت بودند از:
1. تشکیل یک کمیتهٔ بین‌المللی حقیقت‌یاب به منظور بررسی فرایند رأی‌گیری، شمارش آرا و اعلام نتایج موارد تقلب و دستکاری در آرای مردم.
2. اعمال فشار به دولت ایران جهت ابطال انتخابات تقلبی و برگزاری انتخابات آزاد، رقابتی و منصفانه زیر نظر سازمان ملل متحد.
3. اعمال فشار به دولت ایران جهت آزادی کلیهٔ زندانیان اعتراض‌های اخیر.
4. اعمال فشار به دولت ایران جهت رفع توقیف از رسانه‌های تعطیل شده در روزهای اخیر، و به رسمیت شناختن حق مردم ایران در زمینه آزادی، اظهار نظر و اعتراض مسالمت‌آمیز به نتایج انتخابات اخیر.
5. اعمال فشار به دولت ایران جهت ممانعت از هرگونه سرکوب و اعمال خشونت علیه مردم ایران.
6. به رسمیت نشناختن دولت کودتایی احمدی‌نژاد و عدم همکاری با آن از سوی تمامی دولت‌ها و مجامع بین‌المللی.

### کتاب‌ها
- تلقی فاشیستی از دین و حکومت (مجموعه مقالات)، طرح نو، ۱۳۷۷.
- نقدی برای تمام فصول (مجموعه مقالات خرداد و فتح)، طرح نو، ۱۳۷۸.
- تاریکخانه اشباح (مجموعه مقالات دربارهٔ قتلهای زنجیره‌ای)، طرح نو، ۱۳۷۸.
- عالیجناب سرخپوش و عالیجنابان خاکستری (مجموعه مقالات صبح امروز)، طرح نو، ۱۳۷۸.
- کیمیای آزادی (دفاعیات اکبر گنجی در دادگاه کنفرانس برلین) طرح نو، ۱۳۸۰.
- اصلاحگری معمارانه (مجموعه مقالات از زندان)، طرح نو، ۱۳۸۱.
- مجمع الجزایر زندان گونه (مقالاتی از زندان)، طرح نو، ۱۳۸۱.
- سنت، مدرنیته و پست مدرن. مانیفست جمهوریخواهی، جلد اول (چاپ نشد).
- مانیفست جمهوری‌خواهی، جلد دوم (چاپ نشد).
- قرآن محمدی [نقد قرآن].

## نظرات

### تحریم انتخابات
اکبر گنجی از مخالفان شرکت در انتخابات در ایران است. او شرکت در انتخابات ایران را به خاطر مشروعیت بخشیدن به حکومت خودکامه درست نمی داند. او معتقد است که چون انتقال قدرت در ایران صورت نمیگیرد، انتخابات معنایی ندارد.

### قرآن و امام دوازدهم
اکبر گنجی در آن مقالات از معتقدان به این سخن که «قرآن کلام خداست» می‌خواهد تنها یک دلیل برای صدق این مدعای خود بیاورند. گنجی معتقد است در طول تاریخ معتقدان به این مدعا که «قرآن کلام خداست» حتی یک دلیل منطقی برای ادعای خود نیاورده‌اند. وی همچنین در کتاب آسمانی یهودیان و مسیحیان تردید کرده‌است. گنجی در بخش دیگری از این مقالات مدعی می‌شود که امام دوازدهم شیعیان (امام زمان) وجود خارجی نداشته‌است و در اینباره می گوید: «دوازدهمین امام شیعیان (مهدی) وجود خارجی ندارد، امام غایب، برساختهٔ نزاع‌های خانوادگی بر سر ارث و میراث است.»

## جایزه‌ها
اکبر گنجی به‌خاطر تلاش برای پیش‌برد آزادی، برندهٔ جایزهٔ ۵۰۰ هزار دلاری میلتون فریدمن سال ۲۰۱۰ شد. مؤسسهٔ تحقیقاتی کیتو اعلام کرد که این جایزه را به‌علت حمایت اکبر گنجی از «دموکراسی سکولار و افشای نقش حکومت مذهبی ایران در قتل مخالفان» به وی اعطا کرده‌است. محسن مخملباف کارگردانی ایرانی بعد از دریافت جایزه پاراجانوف در ارمنستان آن را به اکبر گنجی تقدیم کرد و او را بزرگ‌مردی نامید که سال‌ها زندان خانه‌اش بود.
دیگر جایزه‌های رسانه‌ای اکبر گنجی:
- «هلمن همت» در سال ۱۹۹۹ برای دفاع از آزادی بیان
- «انجمن روزنامه‌نگاران» کانادا در سال ۲۰۰۰
- «مدافعان حقوق بشر مارتین آنالز» در سال ۲۰۰۶
- «انجمن ملی روزنامه‌نگاران آمریکا» در ژوئیه ۲۰۰۶
- «آزادی مطبوعات» شهر سی ینا در ایتالیا در سال ۲۰۰۶
- «قلم طلایی آزادی» از سوی انجمن جهانی مطبوعات و بنیاد جهانی ناشران در سال ۲۰۰۶[۳۶]
- «آزادی و آينده رسانه‌ها» توسط بنياد اسپارکاس لایپزیک در سال ۲۰۰۷[۳۷]
- «آزادی بیان جان هامفری» از سوی سازمان حقوق و دموکراسی کانادا در سال ۲۰۰۷.
- «درفش نقره‌ای» ایالت توسکانی ایتالیا از سوی شهرداری پراتو در آذر ۸۴
- اعطای شهروندی افتخاری فلورانس در ۲۵ نوامبر (آذر ۱۳۸۴)
- جایزه ویژه گفتگوی فرهنگ‌های انجمن خبرنگاران خارجی در بریتانیا (آذر ۱۳۸۴)
- «قلم طلایی انجمن دفاع از آزادی مطبوعات ایران» در سال ۱۳۸۴
- جايزه آزادی ميسا در سال ۱۳۸۴[۳۸]
- «انجمن صنفی روزنامه‌نگاران ایران» به عنوان روزنامه‌نگار برتر در سال ۱۳۸۵
- «آزادی مطبوعات» مسکو در سال ۱۳۸۵[۳۹]
- «قهرمان جهانی آزادی مطبوعات» از سوی مؤسسه بین‌المللی مطبوعات در ۱۳۸۹[۴۰]
- جایزه ۵۰۰ هزار دلاری میلتون فریدمن سال ۲۰۱۰